# 国民革命军第一〇五军
国民革命军第一〇五军，前身为暂编第四军，是傅作义系部队。

## 历史
1947年10月，傅作义以第三十五军新编第32师、暂编第三军暂编第11师与新建的第210师合编组建暂编第四军，隶属华北剿匪总司令部归绥指挥所。1948年初，暂编第11师改称第197师；新编第32师改称第169师。1948年3月，参加了察南绥东战役、暂编第11师1个团、第210师两个团被歼灭。1948年夏季参加冀热察战役。
1948年9月，暂编第四军改称为第一〇五军，所辖3个师改称第210师、第251师、第259师。驻守张家口。1948年12月9日平津战役第一阶段，该军率210师、259师奉命前往新保安解救第三十五军，激战5个小时后无功而返。。1948年12月22日解放军进攻张家口，坚守三天后向绥远突围。作为突围主力的259师没有成功打开突破口，突围计划失败。12月24日被歼灭，中将军长袁庆荣、少将副军长杨维垣、少将师长郭跻堂、少将副师长李民济等被俘。